# بطولة العالم لسباق الدراجات على الطريق 1967
بطولة العالم لسباق الدراجات على الطريق 1967 هي الدورة ال40 من بطولة العالم لسباق الدراجات على الطريق، أجريت في هيرلين، هولندا.

## برنامج المسابقات
رجال
- سباق الطريق ضد الساعة.
- سباق الطريق ضد الساعة للفرق.

سيدات
- سباق الطريق المداري.

## النتائج النهائية
| المسابقة              | ذهبية                         | فضية                     | برونزية              |
| --------------------- | ----------------------------- | ------------------------ | -------------------- |
| الرجال                |                               |                          |                      |
| سباق الطريق ضد الساعة | إيدي ميركس (بلجيكا)           | يان يانسين (هولندا)      | رامون سايز (إسبانيا) |
| الفريق البطل          | السويد                        | الدنمارك                 | إيطاليا              |
| السيدات               |                               |                          |                      |
| سباق الطريق المداري   | بريل بيرتون (المملكة المتحدة) | Lyubov Zadorojnala (URS) | Anna Konkina (URS)   |